# César Vásquez
Cesar Vásquez (Bogotá, Colombia; 18 de mayo de 1974) es un futbolista colombiano. Juega de defensa. En 2012 anuncia su retirada, para trabajar en su escuela de fútbol.

## Clubes
| Club                 | País     | Año         |
| -------------------- | -------- | ----------- |
| Atlético Bucaramanga | Colombia | 1994-2002   |
| Centauros            | Colombia | 2003        |
| Atlético Bucaramanga | Colombia | 2004-2006   |
| Deportes Tolima      | Colombia | 2006        |
| Cúcuta Deportivo     | Colombia | 2007        |
| Atlético Bucaramanga | Colombia | 2008        |
| Boyacá Chicó         | Colombia | 2008        |
| Patriotas            | Colombia | 2009 - 2010 |
| Atlético Bucaramanga | Colombia | 2011–2012   |